# Carlinhos Violino
Luís Carlos Nunes da Silva, mais conhecido como Carlinhos ou Carlinhos Violino (Rio de Janeiro, 19 de novembro de 1937 — Rio de Janeiro, 22 de junho de 2015) foi um futebolista e treinador brasileiro, que dedicou toda sua vida como futebolista ao Flamengo. Técnico com passagens sempre vitoriosas pelo clube carioca, dirigiu o time no Módulo Verde (Copa União) do Campeonato Brasileiro de 1987 e no Campeonato Brasileiro de 1992, comandando craques como Zico, Bebeto, Leandro, Renato Gaúcho e Júnior, entrando para a galeria eterna dos heróis rubro-negros.

## Carreira como jogador
Carlinhos foi um dos maiores jogadores da história do futebol brasileiro segundo principais jornais e revistas do esporte, atuava como meia e jogou no Flamengo de 1958 a 1969. Neste período, participou das conquistas de dois campeonatos estaduais e do Torneio Rio-São Paulo de 1961, o único vencido pelo rubro-negro.
Logo no início da carreira, recebeu em 20 de janeiro de 1954 simbolicamente as chuteiras do jogador Biguá, destaque do Flamengo na época e que estava encerrando sua carreira.
Foi um dos poucos jogadores a ganhar o Prêmio Belfort Duarte, por nunca ter sido expulso de campo. Sua forma de jogar com grande classe e o toque de bola refinado o valeram o apelido de "violino". É apontado como um dos melhores jogadores de meio campo de todos os tempos do futebol Brasileiro.
O ex meio-campista, apesar de sua qualidade, foi um dos atletas injustiçados por nunca terem tido uma sequência na Seleção Brasileira, tendo disputado apenas uma partida com a camisa canarinho, no ano de 1964 contra a Seleção Portuguesa de Futebol, em uma época onde a maior parte dos craques da seleção e jogadores de maior visibilidade jogavam em Santos e Botafogo. Na referida partida, outro rubro-negro esteve em campo junto com Carlinhos, foi Aírton Beleza, centroavante que fez dupla central de ataque com Pelé. A Seleção Brasileira saiu vitoriosa do Maracanã naquele dia.
Dois anos antes, nos preparativos para a Copa do Mundo de 1962, o então treinador da Seleção Brasileira Aimoré Moreira convocou 41 jogadores para a pré-preparação, destes, apenas 22 iriam ao Chile. Ocorre que, para dar equilíbrio entre os selecionados do Rio e de São Paulo, a comissão técnica preferiu levar, como reserva de Zito, o Zequinha, do Palmeiras, ao invés de Carlinhos Violino, a grande sensação do momento.
Um dos grandes momentos de Carlinhos como jogador foi o Fla-Flu decisivo do campeonato de 1963, quando liderou o time no empate de 0 a 0 que deu o título ao Flamengo. Naquele jogo, no dia 15 de dezembro, registrou-se o maior público em um jogo oficial entre dois clubes no futebol mundial: 177 020 pagantes e 16 947 não pagantes são os números registrados daqueles que lotaram o Maracanã, embora haja especulações de que o total de torcida presente foi de cerca de 200 000 espectadores.
Carlinhos encerrou sua carreira pelo Flamengo com 514 jogos, 275 vitórias, 112 empates e 127 derrotas; 22 gols.
Carlinhos faleceu aos 77 anos na madrugada do dia 22 de junho de 2015 de insuficiência cardíaca.

## Carreira como treinador
Como treinador, Carlinhos chegou a treinar outros clubes, porém, a sua paixão pelo Flamengo resultaria em, nada mais, nada menos, do que sete passagens pela Gávea.
Em 1987, foi campeão da Copa União (Módulo Verde).
É verdade que muitas vezes foi usado como um técnico "tampão", porém, entre 1991-1993, começou a ganhar respeito ao trazer para a Gávea um improvável troféu de campeão brasileiro em 1992.
Sua última passagem pelo Flamengo como técnico ocorreu entre maio e outubro de 2000, época em que conquistou a Taça Rio e logo depois o bicampeonato estadual.
Ao longo da brilhante carreira como profissional disputou 880 partidas: 517 como jogador e 313 como técnico.
Em 12 de fevereiro de 2011, Carlinhos foi homenageado pelo Flamengo, com a inauguração de um busto e uma praça na sede social do Clube, no bairro da Gávea.
No Brasil, dirigiu também o Guarani de Campinas e o Clube do Remo, do Pará.
Há quem afirma que Carlinhos, e não Andrade (em 2009), tenha sido o primeiro negro a conquistar, como técnico de futebol, o Campeonato Brasileiro. Porém Carlinhos pode ser identificado como mestiço e não necessariamente negro.[carece de fontes?]

## Morte
Anos antes de falecer, Carlinhos já sofria com problemas de saúde. A elevação da taxa de ácido úrico causou problemas de cicatrização, obrigou a amputação de um dedo do pé, gerou complicações no sistema circulatório, perda de memória e, além disso, complicações na carótida e a necessidade de colocar pontes de safena. Ele morreu no dia 22 de junho de 2015 em função destes problemas.

## Títulos

#### Como jogador
Flamengo
- Torneio Rio–São Paulo: 1961
- Campeonato Carioca: 1963 e 1965

#### Como treinador
Flamengo
- Copa Mercosul: 1999
- Campeonato Brasileiro: 1992
- Copa União: 1987
- Campeonato Carioca: 1991, 1999 e 2000